# Маркиз де Касаса-эн-Африка

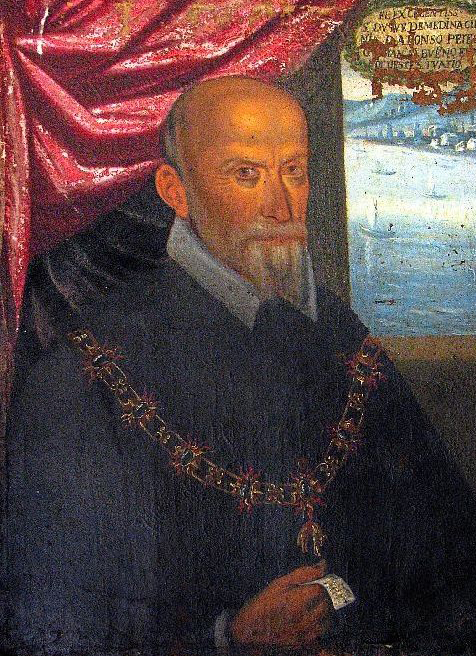
Алонсо Перес де Гусман (1550—1615), 7-й герцог Медина-Сидония, 5-й маркиз де Касаса

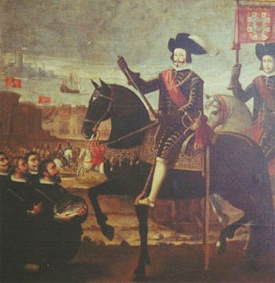
Гаспар Алонсо Перес де Гусман и Сандоваль (1602—1664), 9-й герцог де Медина-Сидония, 7-й маркиз де Касаса

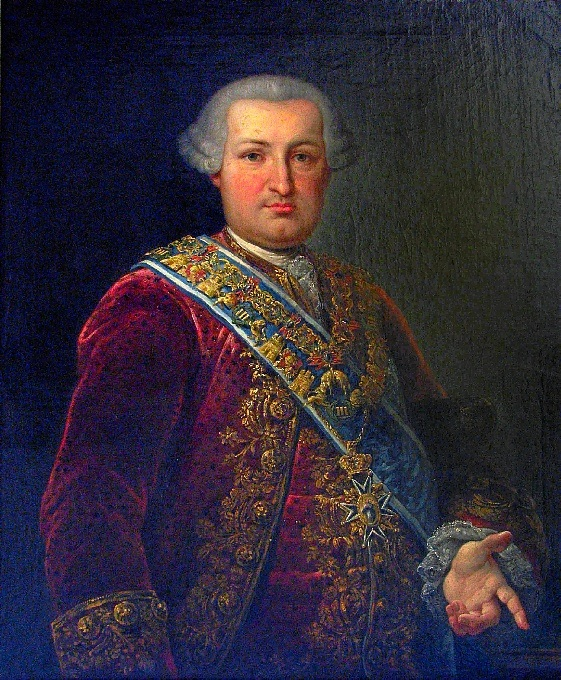
Педро де Алькантара Алонсо де Гусман и Пачеко (1724—1779), 14-й герцог де Медина-Сидония, 12-й маркиз де Касаса

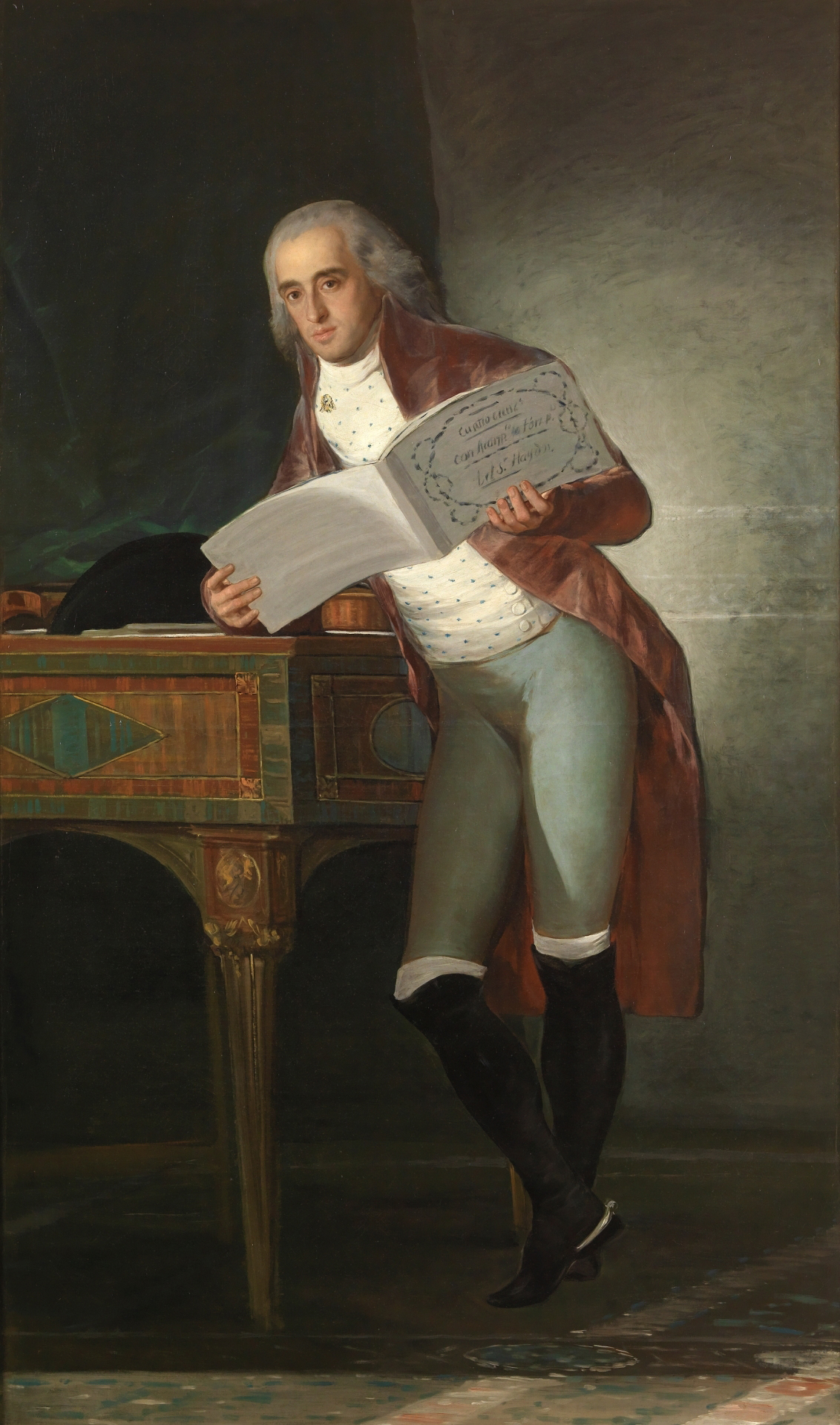
Хосе Альварес де Толедо и Гонзага (1756—1796), 15-й герцог де Медина-Сидония, 13-й маркиз де Касаса

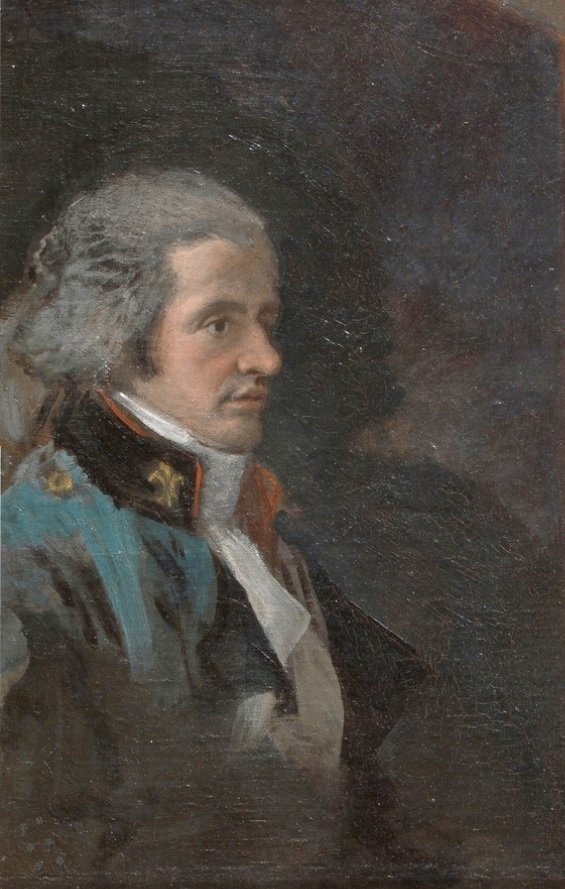
Франсиско де Борха Альварес де Толедо Осорио (1763—1821), 16-й герцог де Медина-Сидония, 14-й маркиз де Касаса

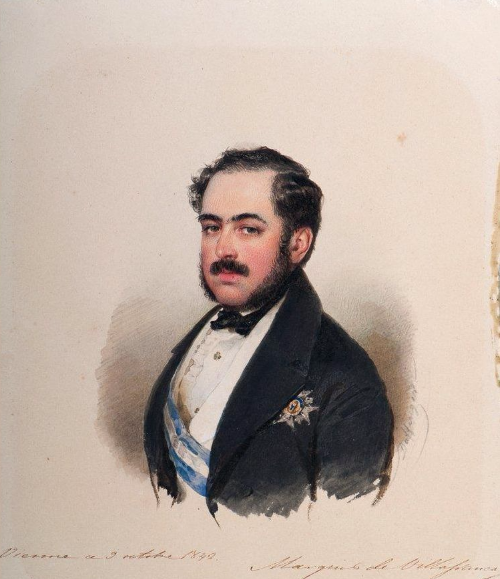
Педро де Алькантара Альварес де Толедо и Палафокс (1803—1867), 17-й герцог де Медина-Сидония, 15-й маркиз де Касаса

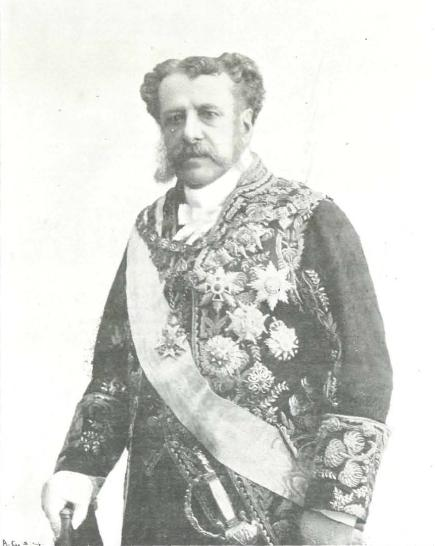
Хосе Хоакин Альварес де Толедо и Сильва (1826—1900), 18-й герцог де Медина-Сидония, 16-й маркиз де Касаса.

Маркиз де Касаса-эн-Африка (Маркиз де Касаса) — испанский дворянский титул. Он был создан в 1504 году католическими королями Изабеллой Кастильской и Фердинандом Арагонским для Хуана Алонсо Переса де Гусмана и Мендосы (1464—1507), 3-го герцога де Медина-Сидония.
Название маркизата происходит от названия испанского анклава Касаса в Марокко (сегодня заброшен), который в 1504 году был завоеван начальником Мелильи Гонсало Мариньо де Риберы для вышеупомянутого герцога Медина-Сидония.
В 1891 году король Испании Альфонсо XIII восстановил маркизат для Инес Альварес де Толедо и Каро (1857—1937), второй дочери 18-го герцога де Медина-Сидония.
В 1990-х годах, когда Игнасио Рамирес де Аро Перес де Гусман передал свой титул маркиза де Касаса-эн-Африка своему третьему сыну Иньиго Рамиресу де Аро и Вальдесу, Леонсио Алонсо Гонсалес де Грегорио Альварес де Толедо, нынешний (22-й) герцог де Медина-Сидония, выступил против, заявив, что титул маркиза де Касаса-эн-Африка, созданный в 1891 году, отличается от титул маркиза де Касаса, созданного в 1504 году. Государственный совет в конечном итоге постановил, что маркизат де Касаса и маркизат де Касаса-эн-Африка являются взаимозаменяемым титулом, который был представлен католическими королями в 1504 году 3-му герцогу Медина-Сидония.

## Список маркизов де Касаса и Касаса-эн-Африка
| | Титул                                                                                                  | Период                                                                                                 |
| Маркизы де Касаса историческое название, креация создана королевой Изабеллой I Кастильской в 1504 году | Маркизы де Касаса историческое название, креация создана королевой Изабеллой I Кастильской в 1504 году | Маркизы де Касаса историческое название, креация создана королевой Изабеллой I Кастильской в 1504 году |
| --- | --- | --- |
| I | Хуан Алонсо Перес де Гусман и Мендоса                                                                  | 1504-1507                                                                                              |
| II | Энрике Перес де Гусман и Фернандес де Веласко                                                          | 1507-1513                                                                                              |
| III | Алонсо Перес де Гусман и Суньига                                                                       | 1513-1518                                                                                              |
| IV | Хуан Алонсо Перес де Гусман и Суньига                                                                  | 1518-1558                                                                                              |
| V | Алонсо Перес де Гусман и Сотомайор                                                                     | 1558-1615                                                                                              |
| VI | Хуан Мануэль Перес де Гусман и Сильва                                                                  | 1615-1636                                                                                              |
| VII | Гаспар Перес де Гусман и Сандоваль                                                                     | 1636-1664                                                                                              |
| VIII                                                                                                   | Гаспар Перес де Гусман и Гусман                                                                        | 1664-1667                                                                                              |
| IX | Хуан Кларос Перес де Гусман и Фернандес де Кордова                                                     | 1667-1713                                                                                              |
| X | Мануэль Алонсо де Гусман и Пиментель                                                                   | 1713-1721                                                                                              |
| XI | Доминго Перес де Гусман и Сильва                                                                       | 1721-1739                                                                                              |
| XII | Педро де Алькантара Перес де Гусман и Пачеко                                                           | 1739-1777                                                                                              |
| XIII                                                                                                   | Хосе Альварес де Толедо и Гонзага                                                                      | 1777-1796                                                                                              |
| XIV | Франсиско де Борха Альварес де Толедо и Гонзага                                                        | 1796-1821                                                                                              |
| XV | Педро де Алькантара Альварес де Толедо и Палафокс                                                      | 1821-1867                                                                                              |
| XVI | Хосе Хоакин Альварес де Толедо и Сильва                                                                | 1867-1900                                                                                              |
| Маркизы де Касаса-эн-Африка 2-я креация была создана королем Испании Альфонсо XIII                     | | |
| XVII                                                                                                   | Инес Альварес де Толедо и Каро                                                                         | 1891-1937                                                                                              |
| XVIII                                                                                                  | Фернандо Рамирес де Аро и Альварес де Толедо                                                           | 1940-1970                                                                                              |
| XIX | Игнасио Фернандо Рамирес де Аро и Перес де Гусман                                                      | 1970-1992                                                                                              |
| XX | Иньиго Рамирес де Аро и Вальдес                                                                        | 1992 — н.в.                                                                                            |

## История маркизов де Касаса-эн-Африка
- Хуан Алонсо Перес де Гусман (1464 — 16 июля 1507), 1-й маркиз де Касаса, 8-й сеньор де Санлукар, 5-й граф де Ньебла, 3-й герцог де Медина-Сидония, 2-й маркиз де Гибралтар. Единственный сын Энрике де Гусмана (? — 1492), 2-го герцога де Медина-Сидония, и Леонор де Мендосы, сеньоры де Оливарес.
  - Супруга с 1488 года Изабель Фернандес де Веласко, дочь Педро Фернандеса де Веласко и Марике де Лары, констебля Кастилии, и Марии Тельес-Хирон. Среди детей от первого брака были Энрике Перес де Гусман и Фернандес де Веласко, 4-й герцог де Медина-Сидония, и Леонор Перес де Гусман, жена Жайме I, герцога Браганса
  - Супруга — Леонор Перес де Гусман и Суньига (1465—1515), дочь Педро де Суньиги и Марике де Лары, 1-го графа де Аямонте, и Терезы Перес де Гусман и Гусман, 4-й сеньоры де Аямонте. Среди детей от второго брака были Алонсо Перес де Гусман, 5-й герцог де Медина-Сидония, Хуан Алонсо Перес де Гусман, 6-й герцог де Медина-Сидония, и Педро Перес де Гусман, 1-й граф де Оливарес.

- Энрике Перес де Гусман и Фернандес де Веласко[исп.] (4 ноября 1494 — 20 января 1513) 2-й маркиз де Касаса, 9-й сеньор де Санлукар, 6-й граф де Ньебла, 4-й герцог де Медина-Сидония.
  - Супруга — Мария Тельес-Хирон, дочь Хуана Тельес-Хирона, 2-го графа де Уренья (брак был бездетным). Ему наследовал его сводный брат Алонсо.

- Алонсо Перес де Гусман и Суньига[исп.] (4 октября 1500—1549), 3-й маркиз де Касаса, 10-й сеньор де Санлукар, 7-й граф де Ньебла, 5-й герцог де Медина-Сидония.
  - Супруга с 1515 года Анна де Арагон и Гурреа, дочь архиепископа Сарагосы Алонсо де Арагона, внебрачного сына короля Арагона Фердинанда Католика. Их брак был бездетным. Герцог был объявлен «бессильным и глупым». Брак был аннулирован. В 1518 году король Испании Карлос I передал маркизат его младшему брату Хуану Алонсо Пересу де Гусману (1502—1558), который женился на своей невестке Анне де Арагон и Гурреа.

- Хуан Алонсо Перес де Гусман и Суньига[исп.] (24 марта 1502 — 26 ноября 1558), 4-й маркиз де Касаса, 11-й сеньор де Санлукар, 8-й граф де Ньебла, 6-й герцог де Медина-Сидония.
  - Супруга — Анна де Арагон и Гурреа (1502—1549), дочь епископа Сарагосы и Валенсии Алонсо де Арагона и Анны де Гурреа, сеньоры де Аргавьесо, и внучка короля Арагона Фердинанда Католика, после аннулирования её брака с его старшим братом. Их сын, Хуан Кларос де Гусман (1519—1556), 9-й граф де Ньебла, в 1541 году женился на Леонор де Сотомайор и Суньига, дочери 5-го графа де Белалькасара и 2-й маркизы де Аямонте. Их сын, Алонсо, унаследовал от своего деда в 1558 году титулы 5-го маркиза де Касаса.

- Алонсо Перес де Гусман и Сотомайор (10 сентября 1550 — 6 июля 1615), 5-й маркиз де Касаса, 12-й сеньор де Санлукар, 10-й граф де Ньебла и 7-й герцог де Медина-Сидония. Обладатель одного из самых больших состояний в Европе.
  - Супруг с 1565 года Анна де Сильва и Мендоса (1560—1610), дочь Руя Гомеса де Сильвы, принца де Эболи, которой тогда было четыре года. В 1572 году, когда герцогини исполнилось 12 лет, папа римский Григорий XIII разрешил герцогу провести с ней первую брачную ночь. Неизменная и незаслуженная благосклонность короля Филиппа II к герцогу объяснялась отцовским интересом к герцогине. Ходили слухи, что король состоял в любовных отношениях с принцессой Эболи. Анна и Алонсо были родителями Хуана Мануэля Переса де Гусмана и Сильвы.

- Хуан Мануэль Алонсо Перес де Гусман и Сильва (7 января 1579 — 20 марта 1636), 6-й маркиз де Касаса, 13-й сеньор де Санлукар, 11-й граф де Ньебла, 8-й герцог де Медина-Сидония.
  - Супруга с 1598 года Хуана Гомес де Сандоваль и Рохас и де ла Серда (1579—1626), дочь Франсиско Гомеса де Сандоваля и Рохаса, 1-го герцога де Лерма, валидо короля Филиппа III, и Каталины де ла Серда. Их старшим сыном был Гаспар Алонсо Перес де Гусман эль-Буэно (1602—1664), 7-й маркиз де Касаса.

- Гаспар Алонсо Перес де Гусман и Сандоваль (2 августа 1602 — 4 ноября 1664), 7-й маркиз де Касаса, 14-й сеньор де Санлукар, 13-й граф де Ньебла и 9-й герцог де Медина-Сидония.
  - Супруга — тетка Анна Мария де Гусман и Сильва (1607—1637), дочь Алонсо Перес де Гусмана и Сотомайора, 7-го герцога де Медина-Сидония, и Анны де Сильвы и Мендосы.
  - Супруга — Хуана Фернандес де Кордова и Энрикес де Рибера (1611—1680), дочь Алонсо Фернандеса де Кордовы и Энрикеса де Риберы, 5-го маркиза де Прьего, и Хуаны Энрикес де Риберы и Хирон. Ему наследовал его младший сын от первого брака:

- Гаспар Хуан Алонсо Перес де Гусман и Гусман[исп.] (21 февраля 1630 — 8 февраля 1667), 8-й маркиз де Касаса, 15-й граф де Ньебла, 10-й герцог де Медина-Сидония.
  - Супруга с 1588 года Антония де Аро и Гусман, дочь Луиса де Аро и Гусмана, 6-го маркиза дель-Карпио, и Каталины Фернандес де Кордовы и Арагон. Скончался бездетным. Ему наследовал его сводный брат Хуан Кларос:

- Хуан Кларос Перес де Гусман и Фернандес де Кордова[исп.] (19 марта 1642 — 17 декабря 1713), 9-й маркиз де Касаса, 1-й маркиз де Вальверде, 16-й граф де Ньебла и 11-й герцог де Медина-Сидония.
  - Супруга — Антония Тереза Пиментель, дочь Алонсо Антонио Пиментеля де Киньонеса, 6-го герцога де Бенавенте, и Изабель Франсиски де Бенавидес, 3-й маркизы де Хабалькинто.
  - Супруга — Мария Синфороса де Гусман и Гевара (1660—1723), 4-я герцогиня де Медина-де-лас-Торрес, 3-я герцогиня де Санлукар-ла-Майор и 4-я маркиза де Тораль, дочь Фелипе Рамиро Нуньеса де Гусмана, 1-го герцога де Медина-де-лас-Торрес, и Каталины Велес Ладрон де Гевары и Манрике де ла Серда, 9-й графини де Оньяте. Ему наследовал его единственный сын от первого брака:

- Мануэль Алонсо Перес де Гусман и Пиментель[исп.] (27 октября 1671 — 2 апреля 1721), 10-й маркиз де Касаса, 17-й граф де Ньебла, 12-й герцог де Медина-Сидония.
  - Супруга с 1687 года Луиза де Сильва Мендоса и де Аро (1670—1722), дочь Грегорио Марии де Сильвы и Мендосы, 5-го герцога де Пастраны, и Марии де Аро и Гусмана, дочери 6-го маркиза дель-Карпио. У супругов было одиннадцать детей, в том числе Доминго Хосе Кларос Алонсо Перес де Гусман эль-Буэно.

- Доминго Перес де Гусман и Сильва (21 ноября 1691 — 17 августа 1739), 11-й маркиз де Касаса, 20-й граф де Ньебла и 13-й герцог де Медина-Сидония.
  - Супруга — Хосефа Пачеко и Москосо (1703—1763), дочь Меркурио Антонио Лопеса Пачеко, 9-го маркиза де Вильена, и его второй жены, Каталины Терезы де Москосо Осорио и Бенавидес, дочери 8-го графа де Альтамира. Ему наследовал их сын Педро де Алькантара Алонсо де Гусман (1724—1777), 12-й маркиз де Касаса.

- Педро де Алькантара Алонсо де Гусман и Пачеко[исп.] (25 августа 1724 — 6 января 1777), 12-й маркиз де Касаса, 21-й граф де Ньебла и 14-й герцог де Медина-Сидония.
  - Супруга с 1743 года Марианна де Сильва и Альварес де Толедо (? — 1778), дочь Мануэля Марии де Сильвы Мендосы и Толедо, 9-го графа де Гальве, и Марии Терезы Альварес де Толедо и Аро, 11-й герцогини де Альба-де-Тормес. Их брак был бездетным. Ему наследовал его родственник, Хосе Альварес де Толедо и Гонзага, 1-й маркиз де Вильяфранка-дель-Бьерсо.

- Хосе Альварес де Толедо и Гонзага (17 июня 1756 — 9 июля 1796), 13-й маркиз де Касаса, 22-й граф де Ньебла, 15-й герцог де Медина-Сидония, 11-й маркиз де Вильяфранка-дель-Бьерсо, 8-й герцог де Фернандина и 12-я герцог де Альба. Старший сын Антонио Альвареса де Толедо Осорио и Переса де Гусмана (1716—1773), 10-го маркиза де Вильяфранка-дель-Бьерсо, и его второй жены, Марии Антонии Гонзага и Караччоло.
  - Супруга с 1775 года Мария Тереза де Сильва Альварес де Толедо (1762—1802), 13-я герцогиня де Альба, внучка и наследница Фернандо де Сильвы и Альвареса де Толедо, 12-го герцога де Альба. Скончался бездетным, ему наследовал его младший брат Франсиско де Борха.

- Франсиско де Борха Альваарес де Толедо Осорио (9 июня 1763 — 12 февраля 1821), 14-й маркиз де Касаса, 16-й герцог де Медина-Сидония, 12-й маркиз де Вильяфранка-дель-Бьерсо, 12-й маркиз де лос Велес, 12-й герцог де Монтальво.
  - Супруга с 1798 года Мария Томаза де Палафокс и Портокарерро (1780—1835), дочери Фелипе де Палафокса, сына 6-го маркиза де Ариса, и Марии Франсиски Портокарреро, 6-й графини де Монтихо. Их старший сын, Франсиско Альварес де Толедо и Палафокс (1799—1816), 10-й герцог де Фернандина, скончался при жизни родителей, так что титул унаследовал его младший брат, Педро де Алькантара Альварес де Толедо и Палафокс, 14-й маркиз де Касаса.

- Педро де Алькантара Альварес де Толедо и Палафокс (11 мая 1803 — 10 января 1867), 15-й маркиз де Касаса, 17-й герцог де Медина-Сидония, 13-й маркиз де Вильяфранка-дель-Бьерсо, 13-й маркиз де лос Велес, 12-й герцог де Монтальво.
  - Супруга с 1822 года Хоакина де Сильва и Тельес-Хирон, дочь Хосе де Сильва Базан, 10-го маркиза де Санта-Крус, гранда Испании и главного королевского майордома, и Хоакины Тельес-Хирон, 2-й графини де Озило. У супругов было восемь детей, старшим из сыновей был Хосе Хоакин Альварес де Толедо, 16-й маркиз де Касаса.

- Хосе Хоакин Альварес де Толедо и Сильва (14 августа 1826 — 15 февраля 1900), 16-й маркиз де Касаса, 18-й герцог де Медина-Сидония, 14-й маркиз де Вильяфранка-дель-Бьерсо, 14-й маркиз де лос Велес.
  - Супруга с 1846 года Росалия Каро и Альварес де Толедо, дочь Педро Карои Саласа, 4-го маркиза де ла Романа, и Марии Томазы Альварес де Толедо. У супругов было шесть детей, среди которых Инес Альварес де Толедо и Каро, которая получила титул от отца после свадьбы с Фернандо Рамиресом де Аро и Патиньо, 13-м графом де Вильярьесо и 13-м графом де Борнос.

- Инес Альварес де Толедо и Каро[исп.] (12 марта 1857 — 31 декабря 1937), 17-я маркиза де Касаса-эн-Африка.
  - Супруг с 1884 года Фернандо Рамирес де Аро и Патиньо (1857—1937), 13-й граф де Вильярьесо и 13-й граф де Борнос. У супругов было четверо детей: Фернандо (будущий маркиз де Касаса), Хосе Мария, 14-й граф де Вильярьесо, Мария Патронисио и Мария Анунсиада.

- Фернандо Рамирес де Аро и Альварес де Толедо (26 января 1886—1970), 18-й маркиз де Касаса-эн-Африка, 14-й граф де Борнос, 12-й граф де Мурильо, 9-й маркиз де Вильянуэва-дель-Дуэро, 11-й граф де Монтенуэво, 13-й граф де Пеньяррубиас, трижды гранд Испании.
  - Супруга — Мария де лос Долорес Перес де Гусман и Санхуан, дочь Хуана Франсиско Переса де Гусмана и Бозы, 2-го герцога де Церклас, и Марии де лос Долорес Санхуан и Гарвей. У супругов было двое детей: Игнасио (будущий маркиз) и Мария Долорес, 14-я графиня де Пеньяррубиас.

- Игнасио Рамирес де Аро и Перес де Гусман (20 сентября 1918 — 24 октября 2010), 19-й маркиз де Касаса-эн-Африка, 15-й граф де Борнос, 13-й граф де Мурильо, 10-й маркиз де Вильянуэва-дель-Дуэро, 12-й граф де Монтенуэво, 15-й граф де Вильярьесо, трижды гранд Испании.
  - Супруга — Беатрис Вальдес и Осорес, маркиза де Каса-Вальдес. У супругов было шесть детей:

1. Беатрис Рамирес де Аро и Вальдес (род. 1948), 14-й граф де Мурильо. 1-й супруг — Хавьер Урсаис и Аслор де Арагон, герцог де Луна, 2-й супруг — Альваро Муро Домингес.
2. Фернандо Рамирес де Аро и Вальдес (род. 1949), 16-й граф де Борнос. Супруга — Эсперанса Агирре и Гиль де Биедма
3. Хуан Рамирес де Аро и Вальдес (1951—2009), 13-й граф де Монтенуэво. Супруга — Аделаида Кортес Рубио.
4. Иньиго Рамирес де Аро и Вальдес (род. 1954), 20-й маркиз де Касаса-эн-Африка[1].
5. Хавьер Рамирес де Аро и Вальдес (род. 1955). Супруга — Монтсеррат Бонада Гома.
6. Гонсало Рамирес де Аро и Вальдес (род. 1965). Супруга — Елена Сильвела Маэстре.

- Иньиго Рамирес де Аро и Вальдес (род. 1954), 20-й маркиз де Касаса-эн-Африка, авиационный инженер, дипломат, филолог и драматург. Автор более 20 тысяч пьес, выпущенных по всему миру, среди них: Hoy no puedo trabajar porque estoy enamorado (2000, Teatro Galileo), Me cago en Dios (2004, Teatro Círculo Bellas Artes), La duquesa al hoyo y la viuda al bollo (2009, Teatro Muñoz Seca), Trágala, Trágala (2015, Teatro Español), etc. Como ensayista: El caso Medina Sidonia (2008, Esfera de los Libros).
  - Супруга с 1991 года Дафна Мазин Мор, дочь бизнесмена Макса Мазина. У супругов было двое детей:

1. Тристан Рамирес де Аро и Мазин (род. 1994).
2. Оливия Рамирес де Аро и Мазин (род. 1997).